# Bedevil
Bedevil é um filme de terror produzido na Austrália e lançado em 1993 sob a direção de Tracey Moffatt.
Foi exibido na seção Un Certain Regard do Festival de Cannes 1993.